# Wiesiółka (województwo śląskie)
Wiesiółka – wieś w Polsce, położona w województwie śląskim, w powiecie zawierciańskim, w gminie Łazy.
W latach 1975–1998 wieś administracyjnie należała do województwa katowickiego.